# Década de 200
Séculos: (Século II - Século III - Século IV)
Décadas: 150 160 170 180 190 - 200 - 210 220 230 240 250
Anos: 200 - 201 - 202 - 203 - 204 - 205 - 206 - 207 - 208 - 209